# Новая Береске
Но́вая Береске́ (тат. Яңа Бәрәскә) — деревня в Атнинском районе Республики Татарстан, в составе Кулле-Киминского сельского поселения.

## География
Деревня находится в верховье реки Тюшумка, в 22 км к северо-западу от районного центра, села Большая Атня.

## История
Деревня основана в конце XVIII – начале XIX века. Первоначальное название – Уссюль.
До 1860-х годов жители относились  к категории государственных крестьян. Основные занятия жителей в этот период – земледелие и скотоводство.
В начале XX века функционировали мечеть, мелочная лавка. В этот период земельный надел сельской общины составлял 242,5 десятины.
До 1920 года деревня входила в Кулле-Киминскую волость Царёвококшайского (с 1919 года – Краснококшайский) уезда Казанской губернии. С 1920 года в составе Арского кантона ТАССР. С 10 августа 1930 года в Тукаевском (с 25 марта 1938 года — Атнинский), с 12 октября 1959 года в Тукаевском, с 1 февраля 1963 года в Арском, с 25 октября 1990 года в Атнинском районах.

## Население
| 1859 | 1897 | 1908 | 1920 | 1926 | 1938 | 1949 | 1958 | 1970 | 1979 | 1989 | 2002 | 2010 | 2015 |
| ---- | ---- | ---- | ---- | ---- | ---- | ---- | ---- | ---- | ---- | ---- | ---- | ---- | ---- |
| 117  | 192  | 242  | 211  | 242  | 259  | 182  | 162  | 140  | 94   | 64   | 58   | 40   | 33   |

Национальный состав деревни: татары.